# Queenie Dorothy Leavis
Queenie Dorothy Leavis z domu Roth (ur. 7 grudnia 1906 w  Edmonton – zm. 17 marca 1981 w Cambridge) – angielska krytyk literacka i eseistka. 
Pisała na temat historycznej socjologii czytania i rozwoju angielskiej, europejskiej i amerykańskiej powieści. Szczególnie dużo uwagi poświęciła takim twórcom jak Jane Austen, George Eliot, Herman Melville, siostry Brontë (Charlotte, Emily, Anne), Edith Wharton i Charles Dickens.
W 1932 roku opublikowała swoją pracę doktorską na temat rynku książki Fiction and the Reading Public (Literatura i jej czytelnictwo), która była od tamtego czasu wiele razy wznawiana i bywa cytowana przy okazji współczesnych rozważań na temat kultury masowej. 
Dużą część swoich prac opublikowała wspólnie z mężem Frankiem Raymondem Leavisem. Była też edytorem Scrutiny (1932-1951) - wpływowego pisma, które stawiało sobie za cel promowanie krytyki literackiej z rygorystycznym, silnym podejściem moralnym.
Jej brat Leonard Roth był matematykiem.

## Wybrane prace
- Fiction and the Reading Public (1932)
- Lectures in America (1969, z F. R. Leavis)
- Dickens, the Novelist (1970, z F. R. Leavis)
- Collected Essays, Volume 1: The Englishness of the English Novel (1983)
- Collected Essays, Volume 2: The American Novel and Reflections on the European Novel (1985)
- Collected Essays, Volume 3: The Novel of Religious Controversy (1989)